# 君のために僕がいる
『君のために僕がいる』（きみのためにぼくがいる）は、日本の男性アイドルグループ・嵐の通算5枚目となるシングル。2001年4月18日にポニーキャニオンから発売された。

## 概要
前作『感謝カンゲキ雨嵐』から約5ヶ月ぶりのリリースで、2001年及び21世紀最初のシングル。
PVは、山口保幸が手掛けている。

## 収録曲
1. 君のために僕がいる
作詞：大倉浩平
作曲・編曲：馬飼野康二
  - 相葉雅紀・二宮和也出演 森永乳業『エスキモーpino』CMソング
2. はなさない!
作詞：牧穂エミ
作曲・編曲：長岡成貢
  - フジテレビ系『第32回 春の高校バレー』イメージソング
3. 君のために僕がいる（Original Karaoke）
4. はなさない!（Original Karaoke）

## 収録アルバム
- 嵐 Single Collection 1999-2001（#9, 10）
- 5×10 All the BEST! 1999-2009（Disc1 #6）
- 5×20 All the BEST!! 1999-2019（Disc1 #6）
- ウラ嵐BEST 1999-2007（#4）

## 映像作品
君のために僕がいる
- ALL or NOTHING
- How's it going? SUMMER CONCERT 2003
- 2004 嵐!いざッ、Now Tour!!
- ARASHI AROUND ASIA Thailand-Taiwan-Korea（初回限定盤）
- ARASHI AROUND ASIA+ in DOME
- SUMMER TOUR 2007 FINAL Time -コトバノチカラ-
- ARASHI Anniversary Tour 5×10
- ARASHI Live Tour 2013 “LOVE”
- ARASHI LIVE TOUR 2014 THE DIGITALIAN
- ARASHI LIVE TOUR 2017-2018 「untitled」